# Балзанов, Церен Санджеевич
Цере́н Сандже́евич Балза́нов (3 августа 1937, Таджикская ССР — 6 июля 2005) — почетный гражданин Республики Калмыкия, Заслуженный работник физической культуры Российской Федерации, заслуженный тренер России, Таджикистана по боксу, Мастер спорта СССР.

## Биография
Родился 3 августа 1937 года в тюрьме Таджикской ССР, куда были сосланы его родители Сандже Гаряевич Балзанов и Рахима Девлеткеева Юсупова. Дед Гаря Дорджиевич Балзанов был зайсангом Манычского улуса, уездным атаманом, полным георгиевским кавалером, умер в эмиграции.
Занимался боксом. Выступал в тяжёлом весе. Мастер спорта. Выступал за общество «Динамо» (Элиста).
В 1962 году закончил педагогический институт в Душанбе. После завершения спортивной карьеры перешёл на тренерскую работу.
Работал тренером в Душанбе, у него родилось четверо детей. Затем в 1993 году переехал в Элисту. В Элисте работал тренером СДЮШОР № 2. Ещё при жизни школа стала носить его имя.
Скончался 6 июля 2005 года. Похоронен на Городском кладбище в Элисте.

## Достижения
Воспитал чемпиона мира и призёра Олимпийских игр Раимкуля Малахбекова.

## Звания
- Заслуженный тренер России (1993).
- Заслуженный тренер Таджикской ССР.
- Заслуженный работник физической культуры Российской Федерации.
- Почётный гражданин Республики Калмыкия.

## Награды
- Медаль ордена «За заслуги перед Отечеством» II степени (9 июня 2001 года) — за большой вклад в развитие физической культуры и спорта, высокие спортивные достижения на Играх XXVII Олимпиады 2000 года в Сиднее[2]

## Память
В 2004 году его имя присвоено РСДЮШОР по боксу в Элисте, в 2017 году рядом с местом, где он жил, появился проезд имени Балзанова.
Вышел документальный фильм «Церен Балзанов. Профессия — калмык».